# Zsivago doktor (regény)
A Zsivago doktor (oroszul: Доктор Живаго) Borisz Paszternak 1957-ben megjelent regénye. 1958–59-ben 26 hétig vezette a New York Times bestsellerlistáját, 1988-ig nem jelenhetett meg a Szovjetunióban. A rendszerváltás után Oroszországban kötelező olvasmány lett.
A hőse egy orvos. A könyv Jurij Zsivago életét mutatja be, gyermekkorától, 1903-tól 1929 körül bekövetkező haláláig, de a történet maga a második világháború végéig, sőt az 1950-es évekig elkíséri a szereplőket. Az alkotás manapság már alapműnek számít. A könyvből 1965-ben film készült David Lean rendezésében, és televízióban is többször feldolgozták a történetet (2002-ben és 2006-ban). Három musical is készült a regény alapján.
Magyar nyelvre Pór Judit fordította le.
A regény Nobel-díjas lett, melyet a szerző annak idején politikai botránytól övezve nem vehetett át. A díjat fia, Jevgenyij Paszternak vette át 1989-ben Stockholmban.

## Szereplők
- Jurij Andrejevics Zsivago
- Antonyina Alexandrovna Gromeko
- Larissza Fjodorovna Antyipova (Lara)
- Pasa Antyipov/Sztrelnyikov
- Tanya Komarovszkaja

## Magyarul
- Zsivago doktor; ford. Pór Judit; Európa, Bp., 1988 ISBN 963 307 1070
- Zsivago doktor. Regény; ford. Pór Judit, utószó Szilágyi Ákos; Palatinus, Bp., 2006 (Nobel-díjasok könyvtára)

## Filmfeldolgozások
- Doktor Zsivágó (amerikai film, 1965)
- Doktor Zsivágó (angol-amerikai tévéfilm, 2002)
- Doktor Zsivágó (orosz tévésorozat, 2006)[3]